# Леппік Йоганнес Теннович
Йоганнес Теннович Леппік (1879, місто Ревель, тепер місто Таллінн, Естонія — 30 березня 1936, місто Запоріжжя) — український компартійний діяч, голова Запорізької окружної контрольної комісії КП(б)У. Член Центральної Контрольної Комісії КП(б)У в грудні 1925 — листопаді 1927 р. 

## Біографія
Народився в родині селянина-наймита, який працював сторожем військових казарм. Трудову діяльність розпочав у чотирнадцятирічному віці учнем-ливарником механічного заводу в місті Ревелі. Потім працював на заводах Санкт-Петербурга.
У революційному русі з 1902 року. У 1903 році працював на шахті в Макіївці. У 1905 році за участь в революційній боротьбі в місті Олександрівську (тепер — Запоріжжя) був ув'язнений.
Член РСДРП(б) з 1909 року.
Вів підпільну роботу на Північному Кавказі, Кубані, у містах Великому Токмаку, Феодосії, Керчі, Новоросійську, Армавірі, Петрограді та Ревелі. Влітку 1916 року створив більшовицьку групу на заводі Дека в місті Олександрівську.
Після Лютневої революції 1917 року — член Олександрівської ради робітничих депутатів, член Олександрівської міської думи Катеринославської губернії. З жовтня 1917 року — заступник голови Олександрівської ради робітничих і солдатської депутатів. З січня 1918 року — член Олександрівського революційного комітету, заступник голови виконавчого комітету Олександрівського повітового комітету Катеринославської губернії.
З 1918 року працював у органах надзвичайної комісії (ЧК) в Курській губернії. У 1919 році — голова Олександрівської повітової надзвичайної комісії (ЧК). У 1920 році — голова Олександрівської губернської надзвичайної комісії (ЧК).
З 1921 року — на профспілковій роботі в Катеринославській губернії. З 1925 по 1926 рік — голова Запорізької окружної контрольної комісії КП(б)У.
З 1926 року — директор заводу «Червоний прогрес» у Великому Токмаку, начальник Ковкобуду, директор заводу «Комунар» у Запоріжжі, начальник ремонтного заводу «Запоріжсталі».
З 1932 року — секретар партійної колегії Запорізької міської партійної організації. Обирався головою організації Червоного Хреста міста Запоріжжя.
Помер 30 березня 1936 року в місті Запоріжжі.